# Stanley Matthews
Sir Stanley Matthews (Hanley, 1. veljače 1915. – Stoke-on-Trent, 23. veljače 2000.) - engleski nogometaš i nogometni trener.
Jedan je od najboljih engleskih i svjetskih nogometaša svih vremena. Jedini je nogometaš, koji je dobio britanski viteški naslov, dok je još bio aktivan igrač. Prvi je nogometaš koji je dobio nagradu za najboljeg europskog igrača 1956. godine (te godine prvi put je dodijeljena). Također je prvi nogometaš koji je dobio nagradu za najboljeg engleskog igrača u sezoni 1947./'1948., kada je nagrada prvi put dodijeljena. Igrao je nogomet na visokoj razini do 50 godine, najstariji je engleski nogometni reprezentativac i najstariji igrač, koji je igrao u prvoj engleskoj ligi. Bio je vegetarijanac i protivnik alkohola. Završio je igračku karijeru u 55. godini života, kada je istovremeno bio igrač i trener malteškog kluba Hibernians. Dobio je mjesto u Kući slavnih engleskog nogometa 2002. godine, kada je bila prva inaguracija.
Njegov otac bio je boksač, odgojio ga je u športskom duhu, usadio mu je disciplinu i odlučnost. Vjenčao se s Betty Vallance, kada je imao 19 godina.
Za engleski klub Stoke City igrao je od 1932. do 1947. godine. Kada je 1938. godine, želio otići u neki drugi klub, oko 4 000 navijača održali su protestni skup pa je ostao.
Za vrijeme Drugog svjetskog rata, služio je kao desetar u vojnom zrakoplovstvu u blizini Blackpoola. Kao gost povremeno je igrao nogomet za više engleskih i škotskih klubova. Godine 1947., kada je imao 32 godine napravio je transfer u Blackpool, gdje je igrao do 1961. godine. Kasnije je opet igrao za Stoke City i za malteški klub Hibernians.
Za englesku nogometnu reprezentaciju igrao je 23 godine od 1934. do 1957. godine po čemu je rekorder. Igrao je na svjetskim nogometnim prvenstvima 1950. i 1954. godine.
Bio je trener Port Valea i Hiberniansa.